# Mateusz Klich
Mateusz Andrzej Klich, född 13 juni 1990 i Tarnów, är en polsk fotbollsspelare (mittfältare) som spelar för amerikanska DC United och det polska landslaget.

## Klubblagskarriär

### Cracovia, Wolfsburg och Zwolle
Klich inledde sin karriär i polska Cracovia. Han debuterade i högstaligan Ekstraklasa den 11 november 2008 och tog sig gradvis över de kommande säsongerna till en ordinarie plats i laget. Den 14 juni 2011 köptes han av tyska VfL Wolfsburg för 1,5 miljoner euro, ett transferrekord för Cracovia. Klich lyckades dock inte ta plats i laget, och lånades i januari 2013 ut till nederländska PEC Zwolle.
Den 26 juni 2013 gjordes övergången permanent, när Zwolle köpte honom för 200 000 euro.  Wolfsburg förbehöll sig dock i försäljningen rätten att köpa tillbaka Klich i framtiden. Den 20 april 2014 var Klich med och vann KNVB Cup, klubbens första stora titel, efter seger med 5-1 mot Ajax i finalen.

### Åter till Wolfsburg, Kaiserslautern och Twente
Efter att Klich imponerat i sin första kompletta säsong i Zwolle valde Wolfsburg att utnyttja sin återköpsoption, och i juni 2014 återvände han till den tyska klubben. Polska medier angav övergångssumman till omkring 750 000 euro. Klich lyckades dock inte heller under sin andra sejour i klubben få någon speltid. 
I januari 2015 såldes han till Kaiserslautern. Klich skrev kontrakt med Kaiserslautern till 2018 och kom att stanna i klubben i en och en halv säsong, under vilka han figurerade i 20 matcher i 2. Bundesliga. Den 26 augusti 2016 flyttade han åter till Nederländerna, efter en fri transfer till FC Twente. Han skrev på ett treårskontrakt, men blev bara kvar i en säsong, under vilken han gjorde sex mål på 29 framträdanden, och Twente slutade sjua i Eredivisie. Klich tilldrog sig under säsongen i Twente intresse från flera klubbar.

### Leeds United

#### 2017/2018
Den 23 juni 2017 skrev Klich på ett treårskontrakt för engelska Leeds United. Enligt uppgifter i media skulle Leeds förre manager Garry Monk ha varit intresserad av att värva honom redan då han lämnade Kaiserslautern föregående sommar. Istället blev han den nye managern Thomas Christiansens första värvning, med övergångssumman uppskattad till omkring 1,5 miljoner pund.
Klich debuterade för Leeds United genom att spela från start när Port Vale besegrades med 4-1 i ligacupens första omgång den 9 augusti 2017. Hans ligadebut följde den 19 augusti då han blev inbytt i den 81:a minuten mot Samuel Sáiz i en 2-0-seger över Sunderland. Klich spelade under hösten i nio tävlingsmatcher, men fick bara starta en seriematch, en bortaförlust med 3-1 mot Cardiff City den 26 september 2017, där han tappade balansen och serverade Cardiff dess första mål. Efter oktober månad användes han mycket sparsamt. Klich sade senare till polsk media att Christiansen praktiskt taget slutade tala med eller ta ut honom i laget efter misstaget mot Cardiff.

##### Utrecht (lån)
Den 22 januari 2018 lånades Klich ut till den nederländska klubben FC Utrecht för återstoden av säsongen, efter att ha spelat endast 131 minuter för Leeds i serien. Han debuterade för Utrecht den 4 februari i en seriematch mot Excelsior. Han imponerade under lånet och spelade 16 matcher för klubben, som slutade femma i Eredivisie. I en bortamatch mot Heracles den 29 april skapade Klich elva målchanser, fler än någon annan spelare i den nederländska högstaligan sedan Christian Eriksen mot Roda 2012. Klich användes i Utrecht främst till höger i ett diamantformat mittfält, trots sin preferens att spela centralt.

#### 2018/2019
Efter att ha figurerat mycket under försäsongen startade Klich i säsongspremiären den 5 augusti 2018 hemma mot Stoke City, hans första match för Leeds på nästan sju månader, och hans andra seriematch för klubben överhuvudtaget. Han gjorde matchens och säsongens första mål, tillika hans eget första mål i klubben, och Leeds vann med 3-1. Sex dagar senare gjorde han på nytt 1-0-målet när Leeds bortaslog Derby County med 1-4. I den femte omgången kom Klichs tredje mål för säsongen i en bortaseger med 0–3 över Norwich City. Klichs många mål på långskott under hösten 2018 kom att uppmärksammas i en sång av klubbens fans.
| ”                             | It could be 20 yards or 30 yards Everywhere we go 40 yards or 50 yards Klich is scoring goals | „ |
| – Supportersång, Leeds United |                                                                                               |   |

Klich fortsatte att få speltid och blev ende spelare att starta Leeds Uniteds samtliga 46 seriematcher och de bägge mötena i playoffsemifinalen mot Derby County. Med sina tio mål var han klubbens tredje bästa målskytt efter Kemar Roofe och Pablo Hernández. Han svarade också för nio assist, näst flest i truppen efter Hernández.

#### 2019/2020
Klich fortsatte som ordinarie i startelvan under säsongen 2019/2020, om än i en något förändrad roll. Under säsongens första månader gjorde han endast ett ligamål, borta mot Barnsley den 15 september, men den 30 november svarade Klich för två mål när Leeds besegrade Middlesbrough hemma med 4–0. Redan tidigare samma månad hade hans kontrakt med Leeds förlängts till 2024. Leeds VD Angus Kinnear berättade efter förlängningen att Klich då han skickades på lån till Utrecht två år tidigare hade sagt till klubben att de begick ett misstag, och att han skulle bevisa det, vilket Kinnear ansåg att han lyckats med.

### DC United
I januari 2023 värvades Klich av amerikanska Major League Soccer-klubben DC United, där han skrev på ett tvåårskontrakt.

## Landslagskarriär
Den 5 juni 2011 debuterade Klich för Polens a-landslag, då han blev inbytt i en vänskapsmatch (vinst 2-1) mot Argentina. Hans andra landskamp dröjde mer än två år, till den 13 augusti 2013, då han startade en träningsmatch mot Danmark och gjorde sitt första landslagsmål fem minuter in i en seger med 3–2. Klich gjorde fram till 2014 tio landskamper, varav den sista mot Gibraltar i kvalet till EM i Frankrike 2016, men förekom därefter inte i landslagssammanhang på fyra år.
Efter sin återkomst till Leeds United och succéstart på säsongen 2018/2019 togs Klich på nytt ut i landslagstruppen för första gången sedan september 2014. Den 7 september 2018 startade han på det centrala mittfältet i Polens Nations League-premiär mot Italien, som slutade 1–1. Den 11 september gjorde han ett inhopp och i den 87:e minuten kvitteringsmålet för Polen i en träningsmatch mot Irland, som slutade 1–1. Klich spelade i åtta av Polens kvalmatcher till EM 2020, varav sex från start.